# Fexinidazol
Fexinidazol ist ein Wirkstoff aus der Gruppe der Nitroimidazole und wirkt gegen Protozoen. Fexidinazol dient zur antiparasitischen Behandlung der Afrikanischen Trypanosomiasis. Der Arzneistoff wirkt durch Bildung von reaktiven Aminen, welche toxische Wirkungen auf die Parasiten haben. Mögliche Nebenwirkungen beim Menschen sind Erbrechen, Übelkeit, Schwindel, Kopfschmerzen, Schwäche und Tremor. Fexinidazol wird über zehn Tage hinweg oral genommen und könnte einen Durchbruch in der wirksamen Therapie und Ausrottung der Afrikanischen Trypanosomiasis darstellen.
Das Medikament wurde von Sanofi und DNDi entwickelt. Außerdem wurde die Entwicklung des Medikaments von mehreren europäischen Ländern sowie auch von der Bill & Melinda Gates Foundation unterstützt.
Auf Antrag von Sanofi hat die Europäische Arzneimittelagentur die Wirksamkeit und Sicherheit von Fexinidazol zur Behandlung der Afrikanischen Trypanosomiasis bewertet. In ihrem Bericht vom Januar 2019 hat sie eine positive Beurteilung veröffentlicht. Dies wird die nationalen Zulassungen in den betroffenen Ländern erleichtern.
Fexinidazol wirkt sowohl im ersten Stadium als auch im zweiten Stadium der afrikanischen Trypanosomiasis. Bisher kamen die neurotoxisch wirkenden Medikamente Melarsoprol und Nifurtimox im zweiten Stadium der Krankheit zum Einsatz.